# Outloňovití
Outloňovití (Lorisidae či Loridae) je čeleď tvořena pěti rody zvláštních primátů žijících v Africe, jižní Asii a na přilehlých ostrovech.

## Popis
Čeleď outloňovití zahrnuje rody lorie, outloně a poty, kteří mají ocas krátký nebo jim chybí a pohybují se charakteristickým pomalým a váhavým pohybem. Většina z nich (zvláště lori) má dlouhé končetiny, které jsou skvěle přizpůsobeny ke šplhání na stromech. Přes den členové této čeledě odpočívají a aktivní jsou v noci, kdy také loví hmyz. Jsou to všežravci, potravu si však opatřují jen v korunách stromů, na zem téměř neslézají. Některé rody nemají svá vyhraněná teritoria a mimo reprodukční období žijí samotářsky, jiné zase žijí trvale v malých skupinkách. Samice mají jedno až dvě mláďata která bývají po 3 měsících už samostatná, pohlavní dospělost nastává mezi 1 až 2 roky.

## Ohrožení
Outloňovití jsou ze svých území vytlačování devastaci přírodních podmínek, kdy dochází k odlesňování z důvodů rozšiřování zemědělských ploch vyvolané nárůstem populace místních obyvatel a stále stoupající výnosnou těžbou vzácného dřeva. Jsou také, přes přísné zákazy, loveni pytláky.
Podle IUCN jsou považováni:
- lori štíhlý a outloň jávský za ohrožené druhy,
- outloň bengálský, outloň bornejský, outloň malý a outloň váhavý za zranitelné druhy.[1]

## Ochrana

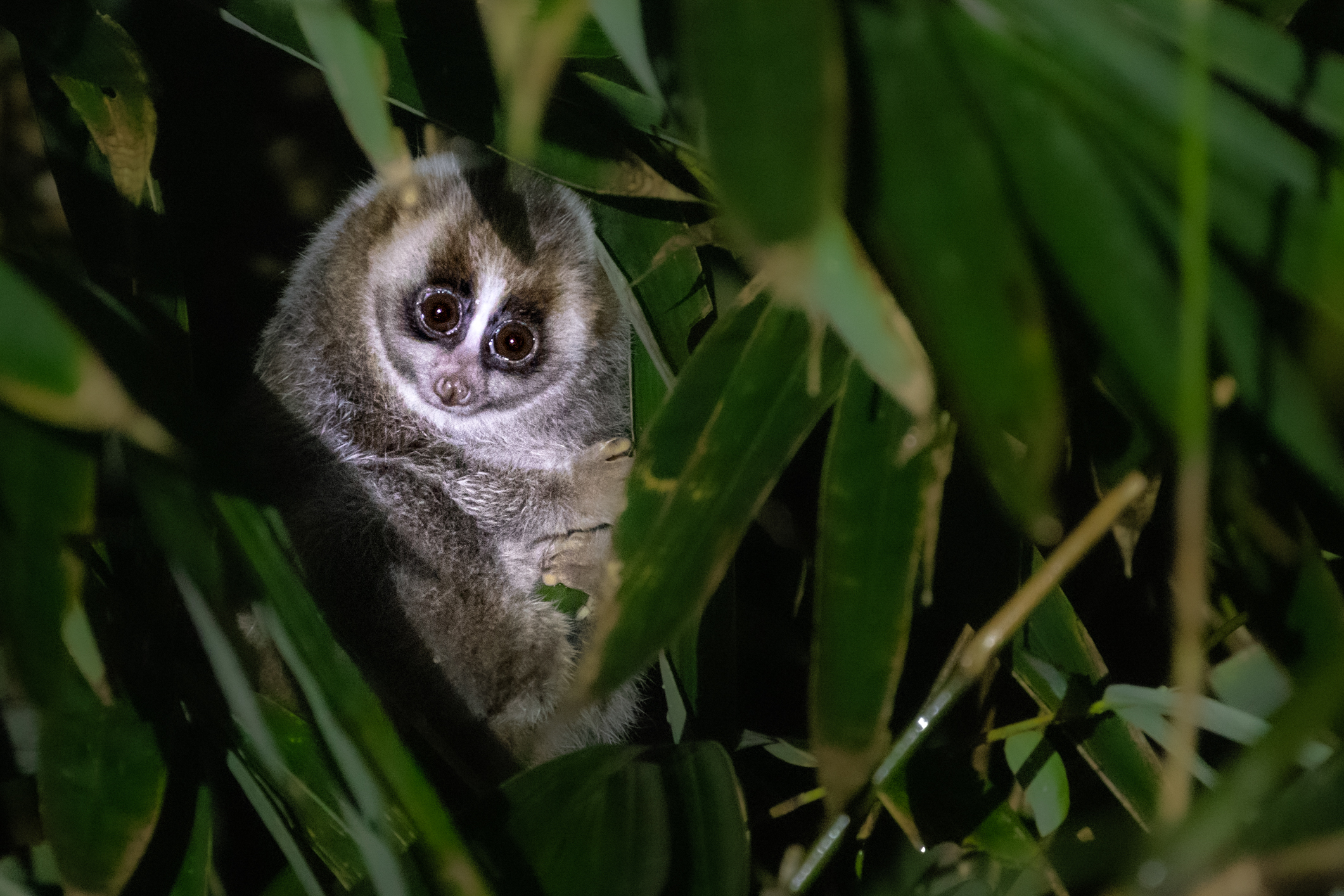
Outloň váhavý při monitoringu The Kukang Rescue Program

V roce 2014 vznikl česko-indonéský záchranný program The Kukang Rescue Program vznikl primárně z důvodu snahy o ochranu outloňů váhavých (Nycticebus coucang) a outloňů sumaterských (Nycticebus hilleri). V rámci ochrany ex situ se také podílí na ochraně outloňů malých (Nycticebus pygmaeus) v evropských zoo.
V roce 2018 bylo v rámci EAZA rozhodnuto o vytvoření Evropského záchovného programu (EEP) pro outloně váhavé, outloně bengálské a outloně malé.

## Klasifikace
Prohlubováním a zpřesňováním poznatků dochází ke změnám v taxonomii, postupně se vyvíjí zařazování skupin zvířat do rodů, druhů nebo podruhů. Obdobná situace je i při zatřiďování do vyšších taxonů.
- Rod poto (Arctocebus) Gray, 1863
  - poto bezocasý (Arctocebus calabarensis) J. A. Smith, 1860
  - poto zlatý (Arctocebus aureus) De Winton, 1902
- Rod poto (Perodicticus) Bennett, 1831
  - poto velký (Perodicticus potto) Müller, 1766
- Rod poto (Pseudopotto) Schwartz, 1996
  - poto Martinův (Pseudopotto martini) Schwartz, 1996
- Rod lori (Loris) É. Geoffroy, 1796
  - lori šedý (Loris lydekkerianus) Cabrera, 1908
  - lori štíhlý nebo Lori ryšavý (Loris tardigradus) Linnaeus, 1758
- Rod outloň (Nycticebus) É. Geoffroy, 1812
  - outloň bengálský (Nycticebus bengalensis) Lacépède, 1800
  - outloň bornejský (Nycticebus menagensis) Lydekker, 1893
  - outloň jávský (Nycticebus javanicus) É. Geoffroy, 1812
  - outloň malý (Nycticebus pygmaeus) Bonhote, 1907
  - outloň váhavý (Nycticebus coucang) Boddaert, 1784